# NGC 10
Az NGC 10 egy spirálgalaxis a Sculptor (Szobrász) csillagképben.

## Felfedezése
Az NGC 10 galaxist John Herschel fedezte fel 1834. szeptember 25-én.

## Tudományos adatok
A galaxis 6811 km/s sebességgel távolodik tőlünk.